# Imperatrice Yoshiko

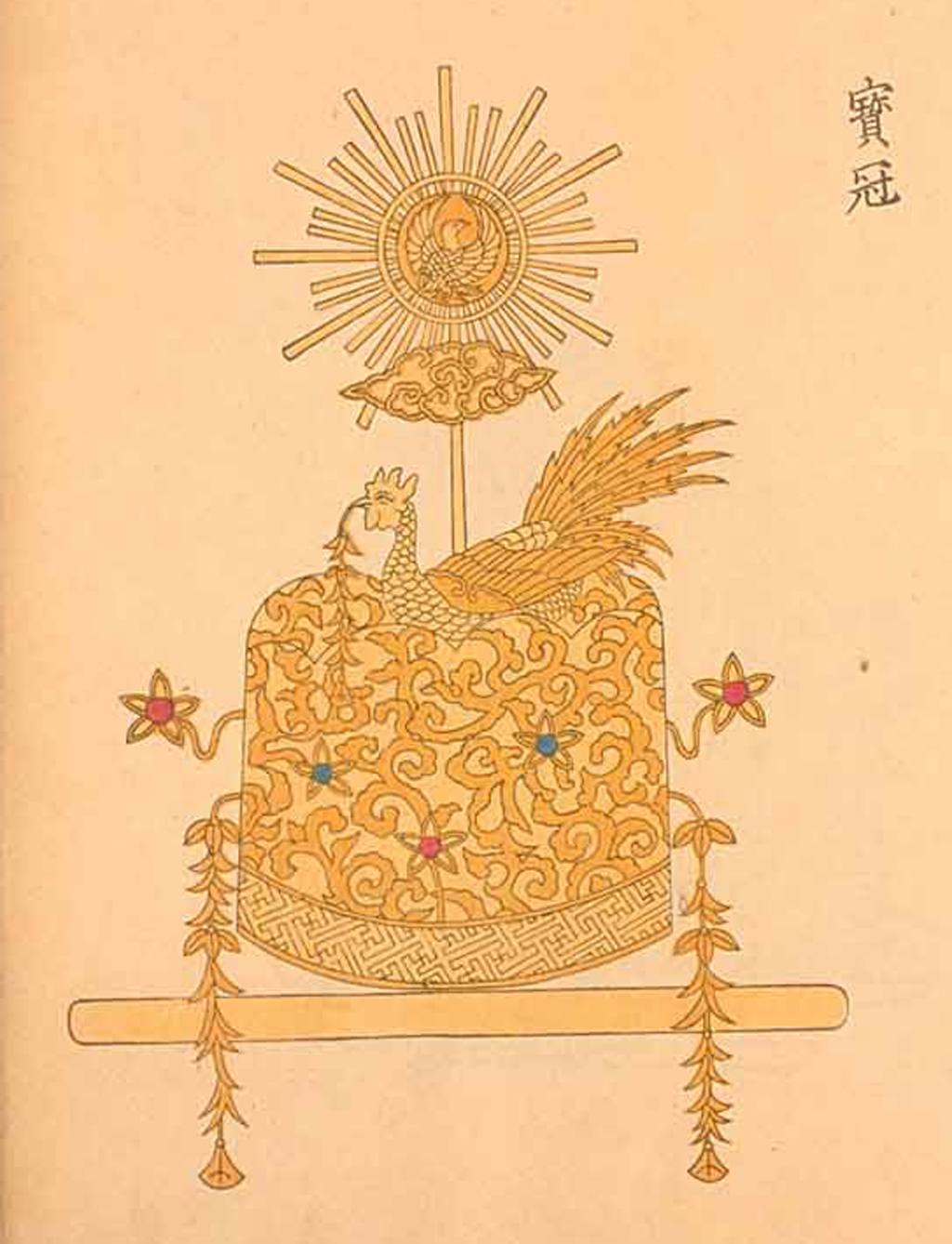
Questa immagine suggerisce un tipo di corona formale (hokan) che sarebbe stata indossata da una consorte imperiale giapponese (pubblicato nel c. 1840).

Imperatrice Yoshiko 欣子皇后 (Kōgō Yoshiko?) (11 marzo 1779 – 11 agosto 1846) anche nota come Imperatrice Vedova Yoshiko (欣子皇太后?, Yoshiko-kōtaigō), era l'imperatrice consorte dell'Imperatore Kōkaku del Giappone. Godé della distinzione di essere l'ultima figlia di un imperatore che sarebbe assurta ella stessa alla posizione di imperatrice. Quando le fu poi dato il titolo di imperatrice vedova, divenne la prima persona ad essere onorato con quel titolo mentre ancora vita da 1168..

## Infanzia
La Principessa Yoshiko (欣子内親王?, Yoshiko nai-shinnō) era anche nota come Onna-Ichi-no-Miya (女一宮?, Onna-ichi-no-Miya) nella sua infanzia. Fu l'unico figlio dell'Imperatore Go-Momozono, e divenne la moglie di erede adottivo dell'imperatore, sposando il suo fratellastro adottivo che successivamente sarebbe diventato noto come Imperatore Kōkaku. Anche se i suoi figli morirono in tenera età, funse da madre ufficiale per l'erede che diventò poi l'Imperatore Ninkō.

## Imperatrice consorte
Il padre di Yoshiko, l'Imperatore Go-Momozono, morì senza figli maschi quando ella aveva dieci mesi. Per evitare un interregno dinastico, l'ex Imperatrice Go-Sakuramachi ed il suo capo consigliere incoraggiarono l'imperatore morente ad adottare il Principe Morohito, il cui padre biologico era il Principe Sukehito, il secondo Principe Kan'in. Morohito, che sarebbe diventato noto come Imperatore Kōkaku in seguito, salì al trono all'età di otto anni.
L'ex Imperatrice Go-Sakuramachi fidanzò Yoshiko al nuovo Imperatore. Yoshiko diventò formalmente Imperatrice consorte dell'Imperatore Kōkaku all'età di quindici anni. Partorì due figli maschi che morirono entrambi durante l'infanzia.

## Imperatrice vedova
Nel 1816, l'Imperatore Ninkō concesse all'Imperatrice Yoshiko il titolo di Imperatrice vedova dopo che l'Imperatore Kōkaku abdicò.

## Monaca buddista
Poco dopo la morte dell'Imperatore Kōkaku, imperatrice vedova Yoshiko divenne una monaca buddista. Nel 1841, cambiò il suo nome in Shin-Seiwa-In (新清和院?, Shin-seiwa-in).
Yoshiko morì all'età di 67 anni e fu sepolta a Sennyū-ji. La sua memoria è onorata ufficialmente al mausoleo di suo marito, che è noto comeNochi-no-tsukinowa no misasagi.

## Ascendenza e discendenza

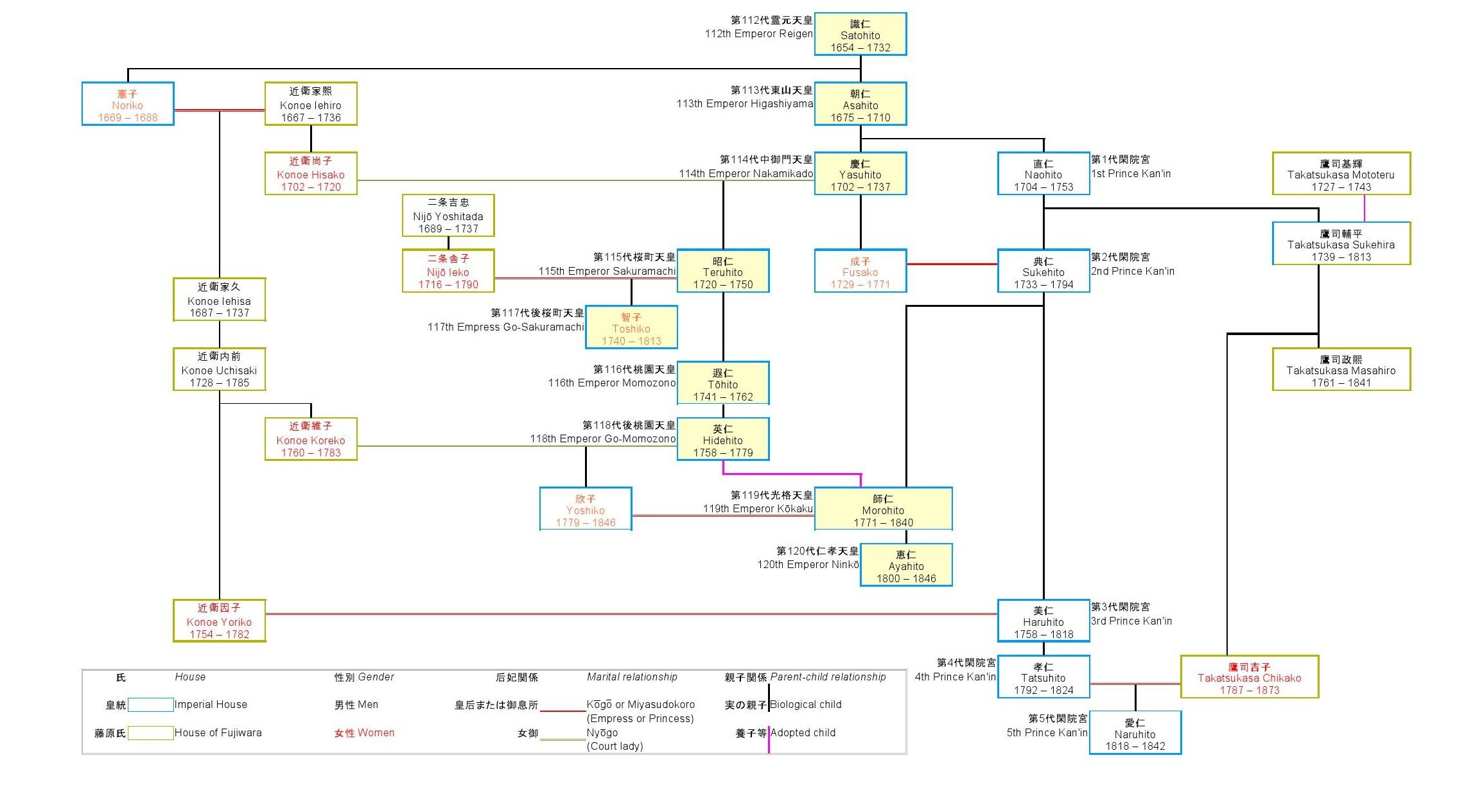
Albero genealogico dell'Imperatrice Yoshiko.

### Rapporti familiari
- Padre: Imperatore Go-Momozono del Giappone (5 agosto 1758 – 6 dicembre 1779), 118º Imperatore del Giappone
- Madre: Konoe Koreko (6 dicembre 1760 – 6 novembre 1783), figlia di Konoe Uchisaki
- Marito e fratello adottivo: Imperatore Kōkaku del Giappone (23 settembre 1771 – 11 dicembre 1840), 119º Imperatore del Giappone, cugino di secondo grado di Yoshiko nella linea biologica maschile
- Figli: Principe Masuhito (15 febbraio 1800 – 27 aprile 1800) e Principe Toshihito (25 febbraio 1816 – 14 marzo 1821)